# Битва при Вердене
Битва при Верде́не (фр. Bataille de Verdun, нем. Schlacht um Verdun), также Верде́нская мясорубка — совокупность боевых действий немецких и французских войск во время Первой мировой войны на Западном фронте, проводившихся с 21 февраля по 18 декабря 1916 года. Одна из крупнейших и одна из самых кровопролитных военных операций в Первой мировой войне, вошедшая в историю как хрестоматийный пример войны на истощение. В ходе сражения французские войска сумели отразить широкомасштабное наступление немецких войск в окрестностях города Вердена.

## Цель кампании
После серии кровопролитных сражений на обоих фронтах в 1914—1915 гг. Германия не располагала силами для наступления на Францию широким фронтом, поэтому целью наступления стал мощный удар на узком участке — в районе Верденского укреплённого района, который на французско-германском фронте выделялся в форме небольшого выступа. Окружение и разгром 8 французских дивизий в Верденском выступе означал бы прорыв обороны французов на широком участке фронта, с последующей возможностью нанесения удара во фланг и тыл войскам союзников, оборонявших Париж, что по замыслу германского Генштаба должно было привести к крушению всего англо-французского фронта.

## Накануне битвы
На небольшом участке фронта длиной около 15 км Германия сосредоточила 6,5 дивизий против 2 французских дивизий. Для поддержания непрерывного наступления могли быть введены дополнительные резервы. Небо было очищено от французской авиации для беспрепятственной работы германских корректировщиков огня и бомбардировщиков, но к маю Франция развернула эскадрилью истребителей фирмы Nieuport. Обе стороны стремились к доминированию в воздушном пространстве.

## Сражение
Верденская операция началась 21 февраля. После массированной 10-часовой артиллерийской подготовки германские войска перешли в наступление на правом берегу реки Мёз, но встретили упорное сопротивление. Немецкая пехота вела наступление в плотных боевых порядках. Корпуса ударной группировки были построены в один эшелон. Дивизии имели по два полка в первой линии и по одному полку — во второй. Батальоны в полках наступали на участках 400—500 м и строились эшелонированно в глубину. Каждый батальон создавал три цепи, наступавшие на дистанции 80—100 м. Впереди первой цепи двигались разведчики и штурмовые группы, состоявшие из двух-трёх отделений пехоты, усиленных гранатомётчиками, пулемётами и огнемётами. За первый день наступления германские войска продвинулись на 2 км и заняли первую позицию французов. В последующие дни наступление велось по той же схеме: днём артиллерия разрушала очередную позицию, а к вечеру пехота занимала её.
К 25 февраля французы потеряли почти все свои форты. Почти без сопротивления немцам удалось взять важный форт Дуомон. Однако французское командование приняло меры для устранения угрозы окружения верденского укреплённого района. По единственному шоссе, связывавшему Верден с тылом, на шести тысячах (6000) автомобилей были переброшены войска с других участков фронта. За период с 27 февраля по 6 марта на автомашинах к Вердену было доставлено около 190 тысяч солдат и 25 тысяч тонн военных грузов. Почти полуторным превосходством в живой силе наступление немецких войск было остановлено.
В марте на Восточном фронте русскими войсками была проведена Нарочская операция, облегчившая положение французских войск. Французами была организована так называемая «священная дорога» (La Voie Sacrée) Бар-ле-Дюк — Верден, через которую поступало снабжение войск.
Сражение приобретало всё более затяжной характер, и с марта немцы перенесли главный удар на левый берег реки. После интенсивных боёв германским войскам удалось к маю продвинуться только на 6—7 км. После смены 1 мая командующего 2-й французской армией Филиппа Петена на Робера Нивеля французские войска 22 мая попытались взять форт Дуомон, но были отброшены.
В июне была начата новая атака, 7 июня немцы захватили форт Во (Vaux), продвинувшись на 1 км; 23 июня наступление было остановлено.
Брусиловский прорыв на Восточном фронте и операция Антанты на реке Сомма вынудили германские войска осенью перейти к обороне, а 24 октября французские войска перешли в наступление и к концу декабря вышли на позиции, которые занимали 25 февраля, отбросив противника на 2 км от форта Дуомон.

## Итоги и значения
Никаких тактических результатов сражение не принесло — к декабрю 1916 года линия фронта вновь оказалась там же, где находилась 25 февраля 1916 года.
Под Верденом потерпел крушение германский стратегический план кампании 1916 — одним сильным и непродолжительным ударом вывести Францию из войны.
Верденская операция, а также битва при Сомме ознаменовали собой начало истощения военного потенциала Германской империи и усиление Антанты.
Во время Верденского сражения обе стороны в сумме потеряли около миллиона человек, среди которых убитыми — до 430 тыс. человек. Под Верденом впервые получили широкое применение многие виды вооружения — ручные пулемёты, ружейные гранатомёты, огнемёты и химические снаряды. Значительно возросли артиллерийские плотности, велась энергичная борьба за господство в воздухе, применялись штурмовые действия авиации. Пехота в наступлении строила глубокие боевые порядки и создавала штурмовые группы. Впервые оперативные перегруппировки войск производились с помощью автомобильного транспорта.
Городской совет Вердена учредил памятную медаль для французов-участников битвы. Несмотря на неофициальный статус, эта награда стала одной из самых почётных медалей Франции.

## В культуре
Битве при Вердене посвящены картины А. Ж. Ж. Шартье «Возвращение форта Дуомон французской пехотой, 24 октября 1916 года», Ф. Валлоттона «Верден. Картина войны», Ж. Ф. Гельдри «Овраг смерти при Вердене» и другие.
В 2019 году шведская пауэр-метал-группа «Sabaton» выпустила альбом «The Great War», среди композиций которого была «Fields of Verdun».
Ежегодно летом в Вердене устраивается большое театрализованное представление «От огней к свету». В подземельях крепости «Цитадель» ежедневно проводятся мультимедийные представления с использованием голографического оборудования.
В игре «Valiant Hearts: The Great War» есть две миссии под названием «Верден» и «Форт Дуомон».
В игре «Battlefield 1» есть 2 карты под названием «Высоты Вердена» и «Форт Во» в составе операции «Дьявольская наковальня».